# Bakhtjisarajskij fontan
Bakhtjisarajskij fontan (russisk: Бахчисарайский фонтан, da.: Fontænen i Bakhtjisaraj) er en russisk stumfilm fra 1909 instrueret af Jakov Protasanov i dennes instruktørdebut.
Filmen er en filmatisering af digtet "Fontænen i Bakhtjisaraj" af Aleksandr Pusjkin.
Filmen betragtes som tabt.

## Handling
Fra et felttog i Polen bringer Krims Khan Giray en ny konkubine, Marija, til harem. Dette forårsager jalousi hos den smukke Zarema, for hvem kærligheden til Giray Khan er vigtigere end noget andet i verden. Zarema fortæller dette til Marija, som kun drømmer om at blive fri, og finder sin befrielse i døden. Efter at have opdaget Marijus død beordrer Giray Khan Zarema hnrettet. Til minde om sin tabte kærlighed beordrer han opførelsen af et springvand, hvor vandet strømmer dråbe for dråbe, - Tårernes springvand.

## Medvirkende
- Vladimir Sjaternikov som Giray khan
- Marija Koroljova som Zarema
- E. Uvarova